# Test Drive III: The Passion
Test Drive III: The Passion est un jeu vidéo de course automobile développé et édité par Accolade en 1990. Le jeu est sorti sur DOS. Il est le troisième jeu de la série Test Drive, dont la première production est sortie en 1987.

## Système de jeu
Le jeu conserve l'esprit de simulation (relative pour l'époque) automobile tout en intégrant une innovation majeure, la 3D surfaces pleines.

## Accueil
- Compute! : 4/5[1]